# Adaptación curricular
Una adaptación curricular o adecuación curricular es un tipo de estrategia educativa generalmente dirigida a estudiantes con necesidades educativas especiales, que consiste en la adecuación en el currículum de un determinado nivel educativo con el objetivo de hacer que determinados objetivos o contenidos sean accesibles para todo el grupo, o bien modificar aquellos elementos del currículum que no sean funcionales para la totalidad de los estudiantes. Se trata de tener en cuenta las limitaciones metodológicas en las planificaciones didácticas, considerando las características y necesidades de todos los estudiantes.
Este concepto de adecuación curricular es amplio: Partiendo de él podríamos hablar de diferentes niveles de acomodación o ajustes, es decir, de diferentes niveles de adaptación curricular.
El currículum escolar propuesto por las administraciones adquiere un carácter abierto, flexible o adaptable a las necesidades o características de la comunidad educativa en la que están inmersos los centros educativos. Esta concepción permite la puesta en marcha de un proceso de adaptación curricular desde el primer nivel de concreción -decretos de enseñanzas- hasta la adaptación curricular individual o de grupo. Así pues, las adaptaciones curriculares son intrínsecas al propio currículum. Los equipos docentes, departamentos, profesores o tutores adecuan el currículum de acuerdos a las características de los estudiantes del ciclo o aula.

## Principios

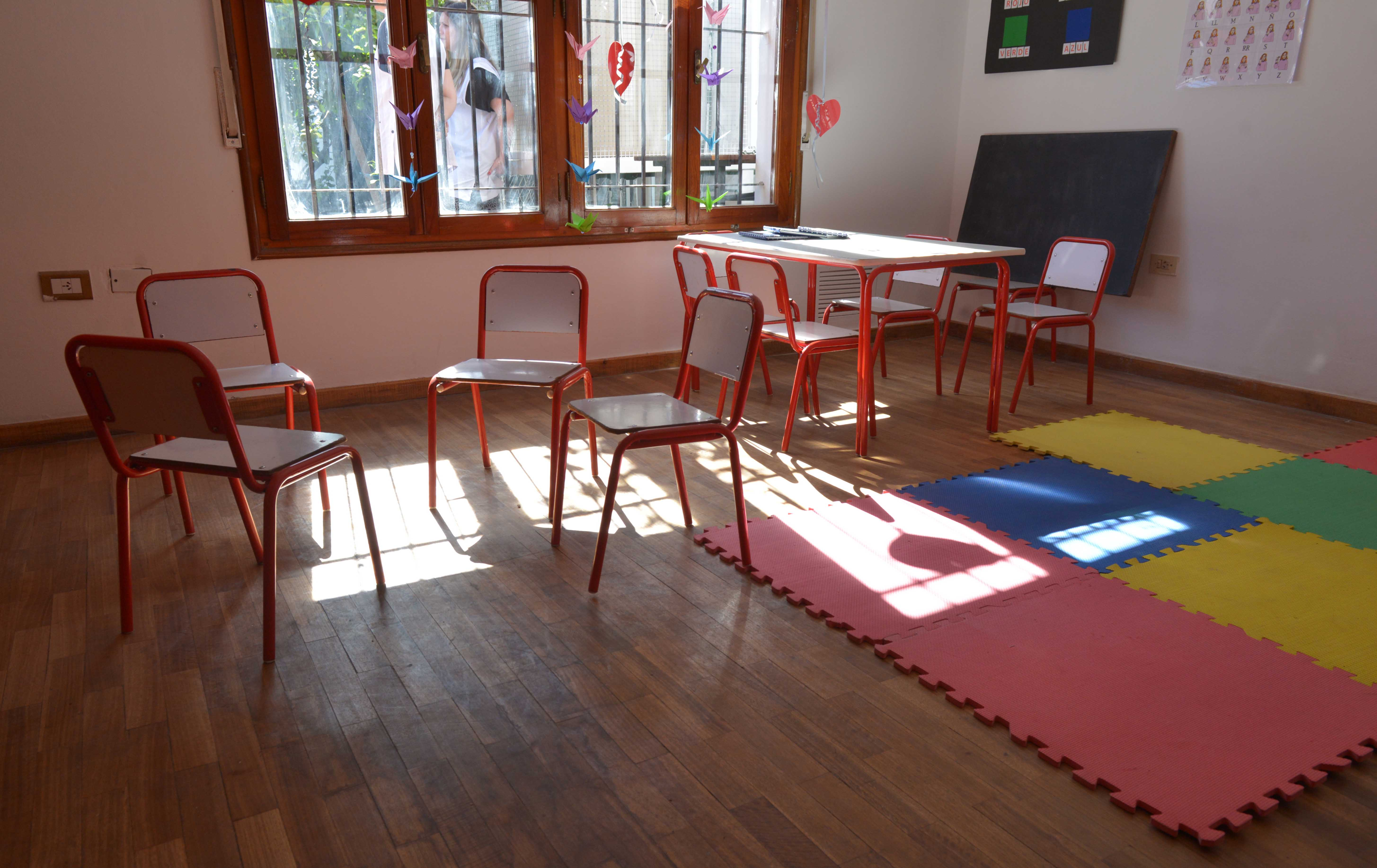
Escuela especial 513- Bahía Blanca

La adaptación curricular, como proceso de toma de decisiones sobre los elementos curriculares pretende dar respuestas a las necesidades de los estudiantes. Dentro de esta finalidad hay que tener en cuenta:
- Principio de normalización: el referente último de toda adaptación curricular es el currículum ordinario. Se pretende alcanzar los objetivos mediante un proceso educativo normalizado.
- Principio ecológico: la adaptación curricular necesita adecuar las necesidades educativas de los alumnos al contexto más inmediato (centro educativo, entorno, grupo de alumnos y alumno concreto).
- Principio de significatividad: cuando se habla de adaptación curricular se hace referencia a la adaptación de los elementos dentro de un continuo que oscila entre lo poco significativo a lo muy significativo. Así pues, se comenzaría por modificar los elementos de acceso, para continuar, si fuera necesario, adaptando los elementos básicos del currículum: evaluación, metodología, etc. Existen muchos intentos de clasificación de los distintos grados de modificación del currículum, por ejemplo, yendo desde lo más significativo a lo menos significativo.
- Principio de realidad: para que sea factible realizar una adaptación curricular es necesario partir de planteamientos realistas, sabiendo exactamente de qué recursos disponemos y a dónde queremos llegar.
- Principio de participación e implicación: la adaptación curricular es competencia directa del tutor y del resto de profesionales que trabajan con el alumnado con necesidades educativas especiales. La toma de decisiones, el procedimiento y la adopción de soluciones se realizará de forma consensuada y los acuerdos se reflejarán en el documento de adaptación correspondiente.

## Tipos de adaptaciones curriculares
Los diferentes tipos de adaptaciones curriculares formarían parte de un continuo, donde en un extremo están los numerosos y habituales cambios que un maestro hace en su aula, y en el otro las modificaciones que se apartan significativamente del currículo.

### Adaptaciones curriculares de acceso al currículo

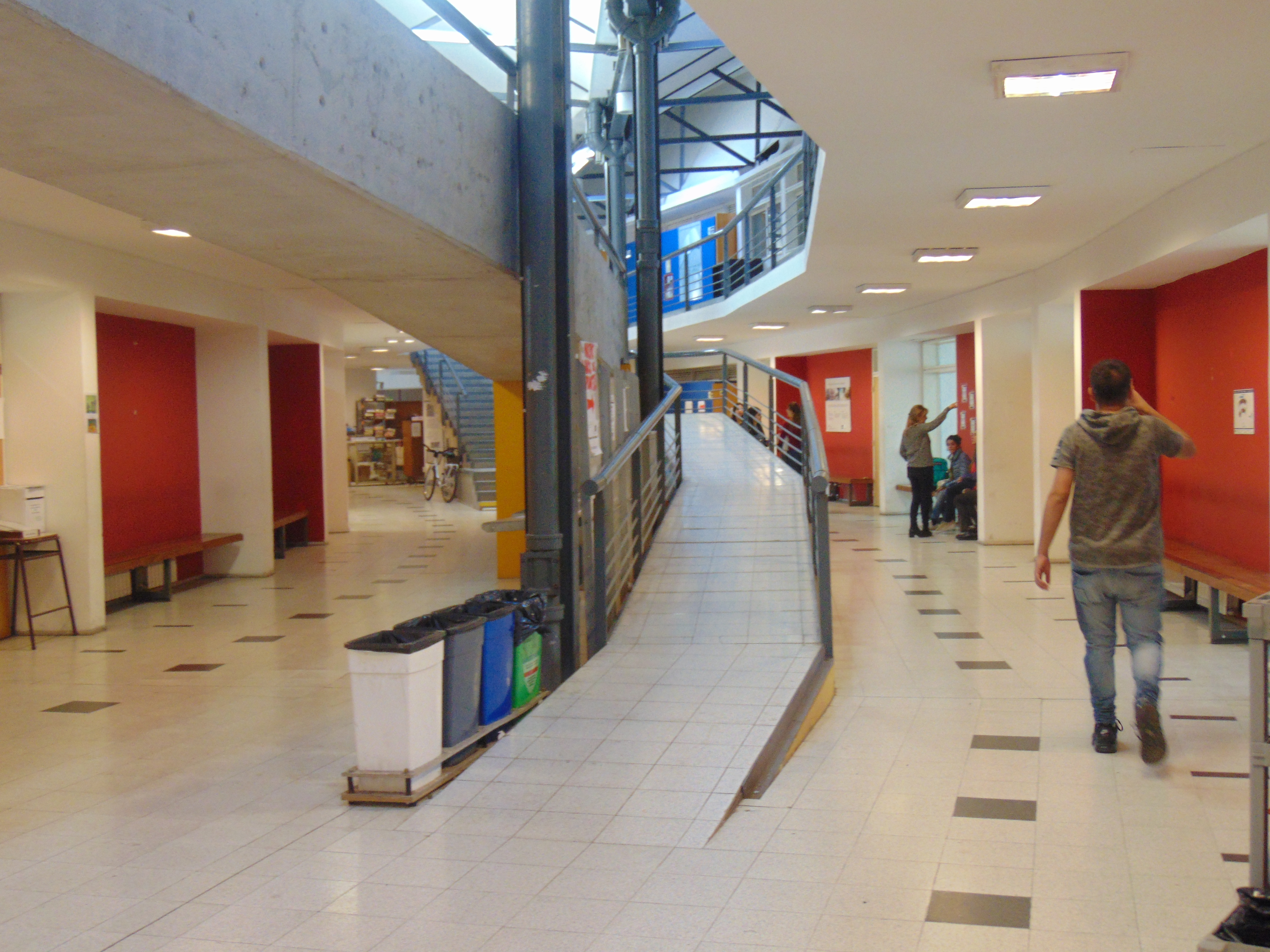
Rampa interior en Universidad

Son modificaciones o provisión de recursos espaciales, materiales, personales o de comunicación que van a facilitar que algunos alumnos con necesidades educativas especiales puedan desarrollar el currículo ordinario, o en su caso, el currículo adaptado.
Suelen responder a las necesidades específicas de un grupo limitado de alumnos, especialmente de los alumnos con deficiencias motoras o sensoriales. Estas adaptaciones facilitan la adquisición del currículo y no afectan su estructura básica. Las adaptaciones curriculares de acceso pueden ser de dos tipos:
- Físico-ambientales: Recursos espaciales, materiales y personales. Por ejemplo: eliminación de barreras arquitectónicas -como las rampas y pasa manos-, adecuada iluminación y sonoridad, mobiliario adaptado, profesorado de apoyo especializado,
- De acceso a la comunicación: Materiales específicos de enseñanza - aprendizaje, ayudas técnicas y tecnológicas, sistemas de comunicación complementarios, sistemas alternativos…máquinas perforadoras de código Braille, lupas, telescopios, ordenadores, grabadoras, lengua de signos, adaptación de textos, adaptación de material gráfico, indicadores luminosos para alumnos sordos.

### Adaptaciones para el alumnado con altas capacidades
Consiste en un enriquecimiento del currículo escolar, ya sea de ampliación de objetivos, contenidos y actividades de niveles superiores o de profundización, sin avanzar objetivos, contenidos y criterios de niveles superiores.

### Adaptaciones curriculares

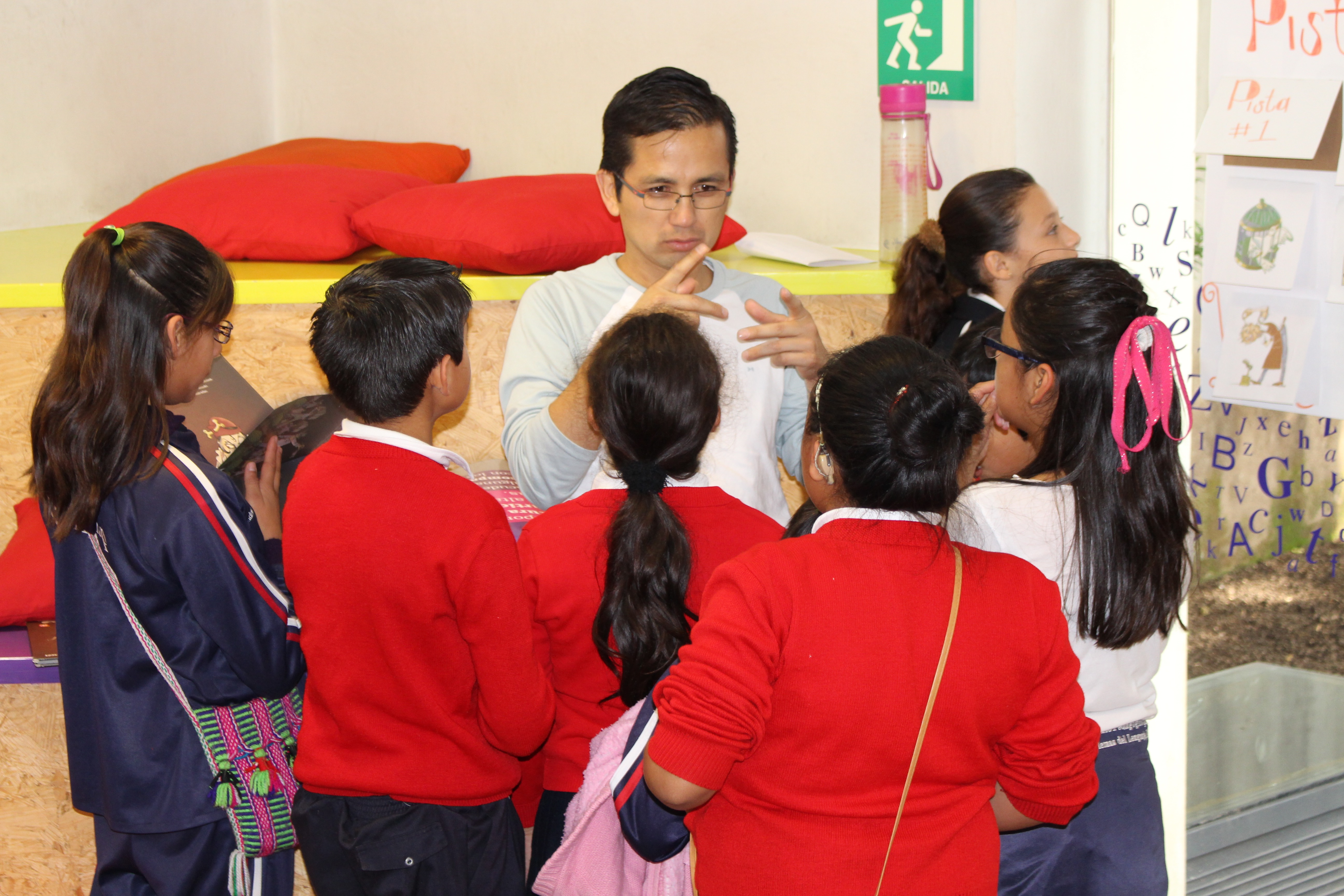
Intérprete de Lengua de Señas Mexicana en una visita escolar de niños con discapacidad auditiva.

Son todos aquellos ajustes o modificaciones que se efectúan en los diferentes elementos de la propuesta educativa desarrollada para un alumno con el fin de responder a sus necesidades específicas de apoyo educativo (n.e.a.e.) y que no pueden ser compartidos por el resto de sus compañeros. Pueden ser de tres tipos:
- No significativas (ACNS):[5] Modifican elementos no prescriptivos o básicos del currículo. Son adaptaciones en cuanto a los tiempos, las actividades, la metodología, tipología de los ejercicios o manera de realizar la evaluación. También pueden suponer pequeñas variaciones en los contenidos, pero sin implicar un desfase curricular de más de un ciclo escolar (dos cursos). Cualquier alumno, tenga o no necesidades educativas especiales, puede precisarlas en un momento determinado. Es la estrategia fundamental para conseguir la individualización de la enseñanza y por tanto, tienen un carácter preventivo y compensador.
- Significativas (ACS):[5] suponen priorización, modificación o eliminación de contenidos, propósitos, objetivos nucleares del currículum, metodología. Se realizan desde la programación, ha de darse siempre de forma colegiada de acuerdo a una previa evaluación psicopedagógica, y afectan a los elementos prescriptivos del currículo oficial por modificar objetivos generales de la etapa, contenidos básicos y nucleares de las diferentes áreas curriculares y criterios de evaluación.

Las adaptaciones curriculares significativas pueden consistir en:
- Adecuar los objetivos, contenidos y criterios de evaluación.
- Priorizar determinados objetivos, contenidos y criterios de evaluación.
- Cambiar la temporalización de los objetivos y criterios de evaluación.
- Eliminar objetivos, contenidos y criterios de evaluación del nivel o ciclo correspondiente.
- Introducir contenidos, objetivos y criterios de evaluación de niveles o ciclos anteriores.

No se trata, pues, de adaptar los espacios o de eliminar contenidos parciales o puntuales; sino de una medida muy excepcional que se toma cuando efectivamente, un alumno no es capaz de alcanzar los objetivos básicos. Así, a partir de la educación primaria, es muy probable que un alumno con síndrome de Down requiera de una adaptación curricular significativa si cursa sus estudios en un centro de integración.
El equipo que desarrolle una adaptación curricular significativa ha de ser más riguroso, si cabe, que en otros casos, y la evaluación de los aprendizajes ha de ser más especializada, teniendo en cuenta factores como la capacidad de aprendizaje, el funcionamiento sensorial, motor, el contexto sociofamiliar. Además, el chico debe estar sujeto a un mayor control, con el fin de facilitarle al máximo sus aprendizajes y de hacer las modificaciones que se consideren oportunas en cada momento.
- Individualizadas (ACI), dirigidas al alumnado con Necesidades Educativas Especiales, ajustándose a sus características individuales.[6]

### Diseño universal para el aprendizaje (DUA)
El diseño universal para el aprendizaje es un conjunto de principios que guía el desarrollo de entornos de aprendizaje flexibles y espacios de aprendizaje que pueden adaptarse a las diferencias de aprendizaje individuales. Fue desarrollado por el Centro de Tecnología Especial Aplicada, que venían trabajando en ayudar a los estudiantes con discapacidad a adaptarse al currículo ordinario. En la década de 1990 dieron un giro a su enfoque y empezaron a pensar que el peso de la adaptación tenía recaer en el currículo y no en el estudiante.
El enfoque toma el nombre del concepto de diseño para todos o diseño universal procedente del área del desarrollo arquitectónico y de producto, impulsado por primera vez por Ronald Lawrence Mace de la Universidad Estatal de Carolina del Norte en 1980. Se apoya en 3 principios que proporcionan la estructura y las pautas para su desarrollo: Ofrecer múltiples formas de representación, entendiendo que las personas perciben y comprenden la información de distinta manera, ofrecer múltiples formas de acción y expresión y proporcionar múltiples formas de motivación e implicación.

## Ejemplos

### Ejemplos de adaptaciones curriculares significativas
- Supresión de contenidos relativos a la discriminación de colores para personas ciegas.
- Supresión de determinados contenidos referidos a competencias del área de lengua escrita en individuos con discapacidad física o sensorial.
- Supresión de contenidos del área musical para personas sordas.

### Ejemplos de adaptaciones curriculares no significativas
- Aplicación de exámenes orales para alumnos ciegos.

### Ejemplos de adaptaciones de acceso
- Uso de mobiliario adaptado, mesas abatible.
- Rampas de acceso al centro.
- Uso de aparatos de frecuencia modulada.
- Ampliación de textos.
- Mapas en relieve.
- Lectoescritura en braille.
- Pictogramas para la comunicación.[9]

### Adaptaciones curriculares de acceso
- Para un alumno con dificultades en el proceso de abstracción, o de memoria, se le pueden ofrecer adaptaciones materiales como la tabla pitagórica y fichas de ayuda para la resolución de problemas (guía de pasos)
- Para un alumno con atención lábil se le puede reducir el texto a trabajar o asignar la tarea por partes.
- Para un alumno con discapacidad visual:
  - Adaptaciones materiales: la tiflotecnología (anotadores parlantes como el Braille hablado; adaptaciones en el ordenador como el explorador de pantallas Jaws, la ampliación de caracteres y el zoomtext; el software de reconocimiento de textos como el Tifloscan y el reproductor de libros grabados como el libro hablado y Víctor),[10] ayudas ópticas (lupas de mano, de mesa y gafas-lupa), ayudas táctiles (regleta, punzón, hojas de papel ledger, máquina Perkins, caja aritmética, juego geométrico ranurado o en relieve, mapas en relieve, pelota sonora, planos sobre educación vial) o ayudas auditivas (audiolibro, agenda digital, Óptacon, calculadora parlante y macrotipo, diccionario electrónico)[11][12]
  - Adaptaciones comunicativas para el alumnado con discapacidad visual: impresora impacto Braille, una aplicación llamada Helena que convierte una tableta en un teclado braille para videntes.[13]
- Para un alumno con discapacidad auditiva:
  - Adaptaciones materiales:[14][15] ayudas visuales (plafones informativos, señales luminosas, subtitulación de imágenes, signo guía y pantallas gigantes), ayudas auditivas y ayudas táctiles, programas informáticos[16] (para la visualización de los parámetros del habla, para la estimulación del desarrollo del lenguaje, para el desarrollo de la lectoescritura, para el aprendizaje del lengua de signos, para el aprendizaje del lenguaje Bimodal y Palabra Complementada y Diccionario Dactilológico), material didáctico educativo (cuadernos musiqueando).
  - Adaptaciones espaciales: ayudas visuales como los avisadores de luz, buena iluminación (se aconseja que el niño esté de espaldas a la luz natural), colocar las mesas del aula en forma de U para que así el niño pueda ubicarse en el entorno y pueda a la vez ubicar todos los objetos que lo conforman, reducir el ruido ambiental ya que distorsionan e interfieren en la correcta percepción auditiva y el uso de otros instrumentos como FM o bucles magnéticos.[17][18][19][20][21][22]
- Para un alumno con discapacidad motora:[23]
  - Adaptaciones materiales:[24] Para el control postural, en sillas (reposacabezas, controles laterales para el tronco, taco separador, reposabrazos y reposapiés) y en mesas (regulables en altura, con escotadura, ventosas, rebordes en la mesa, material antideslizante y plano inclinado). Para elementos manipulativos en escritura[25] (adaptadores para pinza o agarre, imprentillas, pizarra férrica, varilla bucal y teclados adaptados), y en la lectura (lupas y dedal de goma). Elementos complementarios a la manipulación: Tijeras, cuadernos, pulseras lastradas, sacapuntas eléctricos, licornios (para señalizar, para utilizar material imantado, para realizar actividades plásticas o para escribir en el teclado), ratones, pulsadores y pantallas
  - Adaptaciones espaciales:[26]
    - Transporte escolar: Rampa de acceso, espacio reservado con cinturón de seguridad y plazas de aparcamiento acondicionadas.
    - Acceso al interior: Puerta accesible señalizada con un cartel, puertas con hueco libre de paso de 90 cm (esta medida será la misma como mínimo para todas las puertas tanto interiores como exteriores) y espacio adyacente a la puerta de al menos 1,50 m de diámetro libre de obstáculos.
    - Itinerario horizontal: Suelos de materiales antideslizantes tanto en seco como en mojado, superficies que eviten el deslumbramiento, contraste de color entre suelo y pared, puertas con espacio mínimo libre de paso de 90cm y barandillas y pasamanos a 4 cm de la pared y a dos alturas (60 y 80 cm).
    - Itinerario vertical: Escaleras y rampas con un ancho libre de paso de al menos 90 cm, el suelo debe ser de material no deslizante y la inclinación máxima será de un 8%, barandilla a doble altura a 60 cm y 80 cm, el aula deberá disponer de espacios de paso más amplios para facilitar la movilidad dentro del aula.
    - Aseos y vestuarios: Espacio de 1,50 m de diámetro libre de obstáculos, inodoro centrado con un espacio libre adyacente de 70 cm, barras con sujeciones abatibles a 75 cm de altura y 50 cm de longitud, lavabo preferible sin pedestal, los espejos no deben estar por encima de los 90cm de altura, la ducha tendrá unas dimensiones mínimas de 180x120 cm, asiento en el vestuario adosado a la pared de 70cm de longitud, 45 cm de alto y 40 cm de fondo.

  - Adaptaciones comunicativas: SPC (Sistema Pictográfico de Comunicación),[27] sistema Bliss, escritura ortográfica, speaking dinamically, sistema Picaa,[28] boardmaker, qwerty spoken, Ehrb2 (emulador hardware de ratón por barrido)[29] Ceapat: Catálogo de productos de apoyo.